# オキサイド・オブ・クロミウム
オキサイド・オブ・クロミウム（英: oxide of chromium）あるいは酸化クロム緑は、無水酸化クロム(III) (Cr2O3) からなる緑色の顔料。Colour Index Generic Name は Pigment Green 17 である。
耐光性・耐熱性・耐酸性・耐アルカリ性に優れており、溶剤に対する安定性もよいが、着色力は小さく、含水酸化クロムからなるビリジアンと比較すると色合いも不鮮明で、色相もビリジアンよりは黄味を帯びている。
セメントの着色、絵具・塗料・インク・釉薬等にも使用される。オキサイド・オブ・クロミウムはセラミック顔料としては「クロムグリーン」と呼ばれるが、かつて絵具によく使われたクロムグリーン（黄鉛と紺青の混合物）とは全く別の顔料である。オキサイド・オブ・クロミウムが地味な緑色をしているのに対し、黄鉛と紺青の混合物としてのクロムグリーンは比較的鮮やかである。